# Skisprung-Continental-Cup 1999/2000
Der Skisprung-Continental-Cup 1999/00 begann am 25. Juni 1999 im slowenischen Velenje und endete am 26. März 2000 im finnischen Kuusamo. Die Wettkampfserie fungierte als Unterbau zum Skisprung-Weltcup 1999/2000.
Es sollten 53 Einzelwettbewerbe an 32 Wettkampforten in Europa, Asien und Nordamerika stattfinden, jedoch mussten zwei Wettkämpfe abgesagt werden. Die Gesamtwertung gewann der Deutsche Dirk Else, der vier Siege einfahren und insgesamt 33 Mal Continental-Cup-Punkte sammeln konnte. Insgesamt wurden 290 Athleten klassifiziert. Die in den Continental Cup integrierte Schwarzwaldtournee gewann der Österreicher Wolfgang Loitzl.

## Übersicht
| Datum                  | Austragungsort         | Schanze                             | Sieger                                | Zweiter                           | Dritter                         |
| ---------------------- | ---------------------- | ----------------------------------- | ------------------------------------- | --------------------------------- | ------------------------------- |
| 25.06.1999             | Velenje                | Grajski Grič K 85                   | Peter Žonta                           | Primož Peterka                    | Primož Urh-Zupan                |
| 26.06.1999             | Velenje                | Grajski Grič K 85                   | Primož Peterka                        | Peter Žonta                       | Damjan Fras                     |
| 17.07.1999             | Villach                | Villacher Alpenarena K 90           | Martin Koch                           | Damjan Fras                       | Michael Uhrmann                 |
| 18.07.1999             | Villach                | Villacher Alpenarena K 90           | Bernhard Metzler Dennis Störl         | –                                 | Michael Uhrmann                 |
| 31.07.1999             | Oberstdorf             | Schattenbergschanze K 90            | Bruno Reuteler                        | Roland Audenrieth                 | Simon Ammann                    |
| 14.08.1999             | Zakopane               | Średnia Krokiew K 85                | Frank Löffler                         | Wojciech Skupień                  | Łukasz Kruczek Primož Urh-Zupan |
| 15.08.1999             | Zakopane               | Średnia Krokiew K 85                | Dirk Else                             | Adam Małysz                       | Bine Norčič                     |
| 19.08.1999             | Rælingen               | Marikollen K 88                     | Georg Späth                           | Bjarte Engen Vik                  | Frank Löffler                   |
| 23.10.1999             | Hakuba                 | Hakuba-Schanzen K 120               | Kazuyoshi Funaki                      | Masahiko Harada Hideharu Miyahira | –                               |
| 24.10.1999             | Hakuba                 | Hakuba-Schanzen K 120               | Kazuyoshi Funaki                      | Hideharu Miyahira                 | Dennis Störl                    |
| 11.12.1999             | Trondheim              | Granåsen K 120                      | Juha-Matti Ruuskanen                  | Jostein Smedbye                   | Thomas Hörl                     |
| 12.12.1999             | Trondheim              | Granåsen K 120                      | Thomas Hörl                           | Jon Petter Sandaker               | Espen Bredesen                  |
| 16.12.1999             | Kuopio                 | Puijo-Schanze K 120                 | Kazuki Nishishita                     | Matti Hautamäki                   | Wilhelm Brenna                  |
| 17.12.1999             | Lahti                  | Salpausselkä-Schanze K 116          | Thomas Hörl                           | Kazuki Nishishita                 | Lauri Hakola                    |
| 19.12.1999             | Lahti                  | Salpausselkä-Schanze K 116          | Kazuki Nishishita                     | Kimmo Yliriesto                   | Grega Lang                      |
| 26.12.1999             | St. Moritz             | Olympiaschanze K 95                 | abgesagt                              | abgesagt                          | abgesagt                        |
| 01.01.2000             | Innsbruck              | Bergiselschanze K 110               | Reinhard Schwarzenberger              | Christian Nagiller                | Stefan Kaiser                   |
| 06.01.2000             | Engelberg              | Gross-Titlis-Schanze K 120          | Martin Höllwarth                      | Bruno Reuteler                    | Dirk Else                       |
| 08.01.2000             | Gallio                 | Trampolino del Pakstall K 92        | Tami Kiuru                            | Dirk Else                         | Georg Späth                     |
| 09.01.2000             | Gallio                 | Trampolino del Pakstall K 92        | Georg Späth                           | Tami Kiuru                        | Ronny Hornschuh                 |
| 14.01.2000             | Sapporo                | Miyanomori K 90                     | Noriaki Kasai                         | Masahiko Harada                   | Hideharu Miyahira               |
| 15.01.2000             | Sapporo                | Ōkurayama K 120                     | Kazuyoshi Funaki                      | Masahiko Harada                   | Takanobu Okabe                  |
| 15.01.2000             | Brotterode             | Inselbergschanze K 98               | Georg Späth                           | Roland Audenrieth                 | Morten Solem                    |
| 16.01.2000             | Sapporo                | Ōkurayama K 120                     | Kazuyoshi Funaki                      | Noriaki Kasai                     | Masahiko Harada                 |
| 16.01.2000             | Lauscha                | Marktiegelschanze K 92              | Dirk Else                             | Alan Alborn                       | Georg Späth 1                   |
| 22.01.2000             | Braunlage              | Wurmbergschanze K 80                | Arne Sneli                            | Roland Audenrieth                 | Karl-Heinz Dorner               |
| 23.01.2000             | Braunlage              | Wurmbergschanze K 80                | Toni Nieminen                         | Dirk Else                         | Roland Audenrieth               |
| 29.01.2000             | Hakuba                 | Hakuba-Schanzen K 120               | Thomas Hörl                           | Takashi Mori                      | Hiroya Saitō                    |
| 29.01.2000             | Courchevel             | Tremplin du Praz K 90               | Janne Ylijärvi                        | Nicolas Dessum                    | Christof Duffner                |
| 30.01.2000             | Hakuba                 | Hakuba-Schanzen K 120               | Hiroya Saitō                          | Reinhard Schwarzenberger          | Kazuya Yoshioka                 |
| 30.01.2000             | Courchevel             | Tremplin du Praz K 90               | Nicolas Dessum                        | Dirk Else                         | Christof Duffner                |
| 05.02.2000             | Berchtesgaden          | Kälbersteinschanze K 90             | Dennis Störl                          | Martin Koch                       | Georg Späth                     |
| 06.02.2000             | Saalfelden             | Bibergschanze K 85                  | Georg Späth                           | Martin Koch                       | Manuel Fettner                  |
| 08.02.2000             | Mislinja               | Skakalnica Dr. Stanko Stoporko K 85 | Tami Kiuru                            | Janne Ylijärvi Morten Solem       | –                               |
| 12.02.2000             | Planica                | Bloudkova Velikanka K 120           | Reinhard Schwarzenberger              | Tami Kiuru                        | Stefan Kaiser                   |
| 12.02.2000             | Westby                 | Snowflake K 106                     | Yasuhiro Shibata                      | Dirk Else                         | Homare Kishimoto                |
| 13.02.2000             | Planica                | Bloudkova Velikanka K 120           | Reinhard Schwarzenberger              | Tami Kiuru                        | Kazuki Nishishita               |
| 13.02.2000             | Westby                 | Snowflake K 106                     | Homare Kishimoto                      | Georg Späth                       | Fabian Ebenhoch                 |
| 19.02.2000             | Ishpeming              | Suicide Hill K 90                   | Dirk Else                             | Dennis Störl                      | Rolando Kaligaro                |
| 20.02.2000             | Ishpeming              | Suicide Hill K 90                   | Homare Kishimoto                      | Dennis Störl                      | Marko Malkamaki                 |
| Schwarzwaldtournee     |                        |                                     |                                       |                                   |                                 |
| 26.02.2000             | Schönwald              | Adlerschanze K 84                   | Akseli Lajunen                        | Jakub Sucháček                    | Wolfgang Loitzl                 |
| 27.02.2000             | Titisee-Neustadt       | Hochfirstschanze K 113              | Wolfgang Loitzl                       | Bine Norčič                       | Kimmo Yliriesto                 |
| Tournee-Gesamtwertung: | Tournee-Gesamtwertung: | Tournee-Gesamtwertung:              | Wolfgang Loitzl                       | Kimmo Yliriesto                   | Dirk Else                       |
| 03.03.2000             | Eisenerz               | Erzbergschanzen K 90                | Thomas Hörl                           | Ronny Hornschuh                   | Dirk Else                       |
| 04.03.2000             | Eisenerz               | Erzbergschanzen K 90                | Thomas Hörl                           | Martin Koch                       | Ronny Hornschuh                 |
| 08.03.2000             | Yamagata               | Zaō-Schanze K 90                    | Stefan Thurnbichler                   | Kazuya Yoshioka                   | Manuel Fettner                  |
| 09.03.2000             | Yamagata               | Zaō-Schanze K 90                    | Jin’ya Nishikata                      | Yukitaka Fukita                   | Ryōhei Nishimori                |
| 10.03.2000             | Våler                  | Gjerdrumsbakken K 90                | Roland Audenrieth Bjørn Einar Romøren | –                                 | Georg Späth                     |
| 11.03.2000             | Våler                  | Gjerdrumsbakken K 90                | Georg Späth                           | Veli-Matti Lindström              | Lars Bystøl Roland Audenrieth   |
| 11.03.2000             | Harrachov              | Čerťák K 120                        | Jaroslav Sakala                       | Thomas Hörl                       | Martin Koch                     |
| 12.03.2000             | Harrachov              | Čerťák K 120                        | Dirk Else                             | Martin Koch                       | Jaroslav Sakala                 |
| 24.03.2000             | Rovaniemi              | Ounasvaara K 90                     | Janne Ylijärvi                        | Juha-Matti Ruuskanen              | Kimmo Yliriesto                 |
| 25.03.2000             | Kuusamo                | Rukatunturi K 120                   | abgesagt                              | abgesagt                          | abgesagt                        |
| 26.03.2000             | Kuusamo                | Rukatunturi K 120                   | Olav Magne Dønnem                     | Juha-Matti Ruuskanen              | Martin Koch                     |

## Wertung
| Rang | Name                     | Punkte |
| ---- | ------------------------ | ------ |
| 001. | Dirk Else                | 1536   |
| 002. | Georg Späth              | 1312   |
| 003. | Dennis Störl             | 1169   |
| 004. | Thomas Hörl              | 0963   |
| 005. | Roland Audenrieth        | 0840   |
| 006. | Martin Koch              | 0768   |
| 007. | Kazuki Nishishita        | 0618   |
| 008. | Tami Kiuru               | 0617   |
| 009. | Rolando Kaligaro         | 0533   |
| 010. | Ronny Hornschuh          | 0529   |
| 011. | Jure Radelj              | 0501   |
| 012. | Janne Ylijärvi           | 0474   |
| 013. | Wilfried Eberharter      | 0443   |
| 014. | Kazuyoshi Funaki         | 0440   |
| 015. | Reinhard Schwarzenberger | 0430   |
| 016. | Homare Kishimoto         | 0393   |
| 017. | Morten Solem             | 0390   |
| 018. | Karl-Heinz Dorner        | 0383   |
| 019. | Frank Löffler            | 0377   |
| 020. | Tore Sneli               | 0371   |
| 021. | Michael Möllinger        | 0368   |
| 022. | Kimmo Yliriesto          | 0364   |
| 023. | Wilhelm Brenna           | 0360   |
| 024. | Toni Nieminen            | 0359   |
|      | Kazuya Yoshioka          | 0359   |
| 026. | Fabian Ebenhoch          | 0358   |
| 027. | Damjan Fras              | 0348   |
| 028. | Masahiko Harada          | 0345   |
| 029. | Hiroya Saitō             | 0329   |
| 030. | Noriaki Kasai            | 0325   |
| 031. | Juha-Matti Ruuskanen     | 0310   |
| 032. | Hideharu Miyahira        | 0296   |
| 033. | Stefan Kaiser            | 0287   |
| 034. | David Andersen           | 0286   |
| 035. | Takanobu Okabe           | 0277   |
| 036. | Tom Aage Aarnes          | 0274   |
| 037. | Akseli Lajunen           | 0271   |
| 038. | Bjørn Einar Romøren      | 0267   |
| 039. | Robert Kranjec           | 0266   |
| 040. | Grega Lang               | 0259   |

| Rang | Name                 | Punkte |
| ---- | -------------------- | ------ |
|      | Hiroki Yamada        | 0259   |
| 042. | Jon Petter Sandaker  | 0256   |
| 043. | Arne Sneli           | 0252   |
|      | Primož Urh-Zupan     | 0252   |
| 045. | Florian Liegl        | 0249   |
| 046. | Veli-Matti Lindström | 0240   |
| 047. | Bernhard Metzler     | 0235   |
| 048. | Kim Hyun-ki          | 0233   |
| 049. | Bine Norčič          | 0227   |
| 050. | Janne Väätäinen      | 0226   |
| 051. | Kjell Jonny Hagen    | 0222   |
|      | Primož Peterka       | 0222   |
| 053. | Jin’ya Nishikata     | 0220   |
| 054. | Miha Rihtar          | 0217   |
| 055. | Falko Krismayr       | 0216   |
|      | Robert Meglič        | 0216   |
| 057. | Bruno Reuteler       | 0212   |
| 058. | Jakub Sucháček       | 0211   |
| 059. | Rémi Santiago        | 0209   |
| 060. | Yasuhiro Shibata     | 0208   |
| 061. | Alan Alborn          | 0200   |
| 062. | Yūta Watase          | 0199   |
| 063. | Lauri Hakola         | 0191   |
|      | Jakub Janda          | 0191   |
| 065. | Andreas Küttel       | 0185   |
|      | Marc Vogel           | 0185   |
| 067. | Adam Małysz          | 0182   |
| 068. | Gašper Čavlovič      | 0181   |
| 069. | Nicolas Dessum       | 0180   |
|      | Peter Žonta          | 0180   |
| 071. | Jaroslav Sakala      | 0178   |
|      | Jostein Smedbye      | 0178   |
| 073. | Olav Magne Dønnem    | 0176   |
|      | Christian Nagiller   | 0176   |
| 075. | Ryōhei Nishimori     | 0173   |
| 076. | Takashi Mori         | 0168   |
| 077. | Michael Neumayer     | 0167   |
| 078. | Manuel Fettner       | 0166   |
| 079. | Leif Frey            | 0165   |
| 080. | Lassi Huuskonen      | 0163   |

| Rang | Name                | Punkte |
| ---- | ------------------- | ------ |
| 081. | Wolfgang Loitzl     | 0160   |
| 082. | Uli Basler          | 0159   |
| 083. | Stefan Thurnbichler | 0157   |
| 084. | Martin Zimmermann   | 0156   |
| ...  |                     |        |
| 089. | Markus Eigentler    | 0149   |
| 090. | Michael Uhrmann     | 0144   |
| 092. | Maximilian Mechler  | 0133   |
| 097. | Sylvain Freiholz    | 0126   |
| 099. | Christof Duffner    | 0120   |
|      | Frank Reichel       | 0120   |
| 111. | Simon Ammann        | 0106   |
| 114. | Andreas Baumgartner | 0102   |
| 115. | Martin Höllwarth    | 0100   |
| 116. | Reinhard Eberl      | 0097   |
| 119. | Marco Steinauer     | 0095   |
| 124. | Stefan Pieper       | 0084   |
| 132. | Roland Wakolm       | 0070   |
| 141. | Balthasar Schneider | 0060   |
| 147. | Hans Petrat         | 0054   |
| 163. | Jörg Ritzerfeld     | 0039   |
| 171. | Michael Wagner      | 0034   |
| 174. | Wolfgang Erlacher   | 0033   |
|      | Werner Kladler      | 0033   |
| 177. | Kai Bracht          | 0032   |
| 180. | Christoph Grillhösl | 0032   |
| 185. | Josef Jenewein      | 0029   |
| 194. | Jakob Blank         | 0022   |
| 215. | Rico Parpan         | 0015   |
|      | Johannes Wenninger  | 0015   |
| 231. | Joël Morrerod       | 0010   |
| 250. | Christoph Klumpp    | 0006   |
| 255. | Mathias Witter      | 0005   |
| 259. | Mathias Hafele      | 0004   |
| 268. | Mario Gruber        | 0003   |
|      | Frank Ludwig        | 0003   |
| 274. | Stephane Maire      | 0002   |
| 282. | Markus Edlinger     | 0001   |
|      | Pascal Ochsner      | 0001   |
|      | Edwin Schmutzler    | 0001   |